# 旭フォークリフト
旭フォークリフト（あさひフォークリフト）は、三菱重工系列のフォークリフト・新車・中古車・販売及び買取、そしてアフターサービス（整備・修理）の会社である。1973年の創業後、神奈川三菱ふそう自動車販売のフォークリフト販売部門の協力販売サービス会社として神奈川県を中心に関東全域を営業拠点として活動していた。
現在は三菱ロジスネクスト株式会社の協力販売店として、神奈川県を中心に圏央道（首都圏中央連絡自動車道）の内側を営業商圏として活動している会社である。

## 主要事業所
- 本社　神奈川県相模原市中央区田名2931番4

## 年表
- 1973年（昭和48年)

　*有限会社旭フォークリフトサービスとして創業
- 1992年（平成4年4月）

　*旭フォークリフト株式会社に社名変更
- 2010年（平成22年）

　*代表取締役　横江利夫が就任
- 2011年（平成23年）

　*相模原商工会議所 環境対策優良事業所 認定
- 2014年（平成26年）

　*公益社団法人　建設荷役車両安全技術協会　神奈川県支部　支部長　就任
- 2015年（平成27年）

　*相模原市トライアル発注認定制度　受賞
　(雪かき用フォークリフト専用バケット）
- 2016年（平成28年）

　*横江利夫が相模原市青年工業経営研究会（青工研）の会長に就任
- 2018年（平成30年)

　*相模原市トライアル発注認定制度　受賞
　(バッテリーフォークリフト専用 災害用電力変換器　ABI)
　*平成30年　神奈川がんばる企業2018　受賞
- 2019年（令和元年）

　*令和元年　相模原市トライアル発注認定制度　受賞
　(ダンボール製 災害便器)
- 2022年（令和4年）

　*神奈川がんばる企業エース2022　受賞
- 2023年（令和5年）

　*令和5年　相模原市トライアル発注認定制度　受賞
　(フォークリフトのオイル缶 再利用「いす缶」)

## 主な取扱い製品
新車フォークリフト

### 三菱ロジスネクストエンジンフォークリフト
- ERSISシリーズ

### 三菱ロジスネクストバッテリフォークリフト
- ALESISシリーズ
- PLATTERシリーズ
- 物流機器（ラック・自動倉庫・移動倉庫等）

中古フォークリフト
- 三菱ロジスネクスト製フォークリフト
- トヨタL&F製フォークリフト
- コマツ製フォークリフト
- 住友製フォークリフト

フォークリフトのレンタル
- 神奈川/東京/埼玉/千葉(一部）の圏央道の内側を商圏としている。

## 所属団体
三菱ロジスネクスト(株) 協力販売店
(社)建設荷役車輌安全技術協会（神奈川支部 支部長）
相模原市商工会議所（常議員/二号議員）
相模原市青年工業経営研究会（前会長）
相模原市青年工業経営研究会（OB会）
神奈川県中小企業家 同友会（支部長）
近未来技術研究会（理事）
相模原中ロータリークラブ（委員長）
(社)神奈川県労務安全衛生協会
相模原市古物防犯組合
日本青年会議所（OB)